# Brian Percival

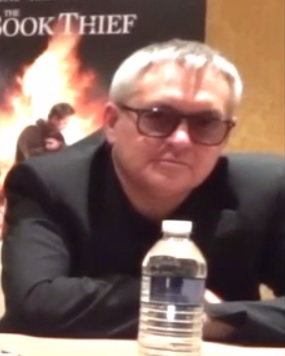
Brian Percival

Brian S. Percival (* 1962 in Liverpool) ist ein englischer Regisseur, der für Downton Abbey 2011 einen Primetime Emmy gewann und im Jahr 2013 mit Die Bücherdiebin zum Kinoregisseur wurde.

## Karriere
1973 bis 1980 besuchte er New Heys Comprehensive School. Anschließend absolvierte er ein Studium am Wrexham Art College. Nach seinem Abschluss drehte er über einen längeren Zeitraum vor allem Musikvideos und Kurzfilme für das Fernsehen im  35-mm-Format. Für seinen Kurzfilm About a Girl (9 Minuten) gewann er 2001 einen Kurzfilm-BAFTA.
Er arbeitete das folgende Jahrzehnt fürs englische Fernsehen, drehte z. B. die Fernsehfilme Pleasureland (2003) für Channel 4, North & South (Miniserie 2004), The Ruby in the Smoke (2006), Der Raritätenladen (Old Curiosity Shop) (2007) und Gracie! (2009). Richtig bekannt wurde er erst mit der Fernsehserie Downton Abbey, für die er mit dem Craft Award der BAFTA sowie einem Emmy ausgezeichnet wurde. Der Low-Budget-Film A Boy Called Dad von 2009 war sein erster Kinofilm. Erst nach seinen Auszeichnungen konnte er 2013 mit dem Spielfilm Die Bücherdiebin mit Geoffrey Rush und Emily Watson in den Hauptrollen seinen ersten großen Kinofilm herausbringen.